# 결절성 경화증
결절성 경화증(Tuberous sclerosis, Tuberous sclerosis complex, TSC)은 양성 종양이 뇌, 신장, 심장, 간, 눈, 폐, 피부와 같은 주요 장기에서 자라는 희귀 다계통 상염색체 우성 유전 질환이다. 증상의 조합에는 발작, 지적장애, 발달 지연, 행동 문제, 피부 이상, 폐질환 및 신장 질환이 포함될수 있다.

## 증상
- 지적장애
- 뇌전증
- 혈관근지방종